# Archivio fotografico Villani
Lo Studio Villani di Bologna è stato il più importante atelier fotografico italiano del xx secolo tra industria, arte e storia.

## Storia
Nel 1914 Achille Villani inizia il suo lavoro di fotografo e nel 1921 si costituisce la "Ditta Villani & Figlio", frutto della collaborazione tra Achille e il figlio Vittorio, allora sedicenne. In questi primi anni la richiesta, oltre ai ritratti, si concentra nella riproduzione di opere d'arte, affreschi, chiese, case nobiliari. Con la morte di Pietro Poppi nel 1914, pittore-fotografo, come amava definirsi, che aveva raccolto a partire dal 1865 una grande quantità di immagini di Bologna, ma non solo,, l'attenzione della città, e delle altre province emiliane, si rivolse ai Villani.
Fu grazie al figlio, dotato di inventiva e di energia, che contese questo ruolo ed una vera e propria alternativa nel settore della riproduzione di opere d'arte a Felice Croci (Roma 1880-Bologna 1934), il cui archivio fa parte della Biblioteca di Arti Visive dell'Università di Bologna.
Saranno proprio i Villani a documentare la grande trasformazione di Bologna tra il 1920 e il 1950 con la demolizione della cinta muraria, dell'area della Mercanzia e nuovi insediamenti abitativi e i massicci interventi fascisti. Saranno ancora loro a fotografare la distruzione di parte del centro storico bolognese nel corso della seconda guerra mondiale.
Insieme al padre fu individuato un altro settore nel quale saranno maestri indiscussi: quello della documentazione delle attività industriali, che possiamo chiamare archeologia industriale. Fanno parte del loro archivio, in cui furono raccolte fotografie di oltre 7.000 aziende, come ad esempio le immagini dell'industria aeronautica Caproni, Ilva, Buton, le acciaierie di Bagnoli, zuccherifici, distillerie, pastifici, Banco di Sicilia, lo stabilimento di Roma di Francesco Angelini, l'Autostrada del Sole, tanto per citarne alcuni.. Questo patrimonio costituisce il più grande archivio della storia industriale italiana, sia tra le due guerre che soprattutto nella ripresa post bellica. Oltre all'aspetto industriale i Villani fotograferanno anche le opere di alcuni grandi architetti come Giò Ponti, Melchiorre Bega, Pier Luigi Nervi, Francesco Allegra.
Con la morte del padre nel 1946 sarà il figlio Vittorio a portare avanti la Ditta, con la collaborazione dei fratelli Aldo e Corrado, i quali si occuparono essenzialmente della gestione amministrativa della ditta.
In anni più recenti, coi cambiamenti produttivi e sociali, la ditta iniziò a produrre gigantografie a Roma e Milano e a continuare nel ritratto con le fototessere, ma proseguì anche nell'attività della documentazione d'arte e quella della testimonianza urbanistica verso i nuovi quartieri popolari nelle zone periferiche di Bologna. Nel 1960 la ditta aprì il laboratorio colore della Kodak, di cui fu gestore unico in Emilia-Romagna e Toscana.
Va ricordato anche l'immenso lavoro al quale venne chiamata la Ditta per la documentazione delle grandi mostre come ad esempio: 
- Mostra del Settecento bolognese, 1935
- Trecento bolognese, 1950
- Guido Reni, 1954
- I Carracci, 1956
- Maestri della Pittura del Seicento emiliano, 1959
- Etruria Padana e la città di Spina, 1960
- L’Ideale classico del Seicento in Italia e la Pittura di Paesaggio, 1962
- Arte e civiltà romana nell'Italia Settentrionale dalla Repubblica alla Tetrarchia, 1964
- Il Guercino, 1968
- Niccolò dell’Abate, 1970
- Natura ed espressione nell'Arte Bolognese ed Emiliana, 1970
- Federico Barocci, 1975[3].

Vittorio Villani muore nel 1970.
L'attività della ditta cessa verso la metà degli anni '80. L'immenso archivio, contenente 670.000 immagini, verrà acquisito nella maggior parte dagli Alinari ed inoltre dal Museo del Patrimonio Industriale di Bologna, dal Centro Studi e Archivio della Comunicazione (CSAC) dell'Università di Parma, dalla Pinacoteca Nazionale, da enti pubblici bolognesi. Non tutto il materiale è stato catalogato.

## Tributo
Nel 1980 il CSAC dell'Università di Parma, a seguito della donazione di oltre 110.000 negativi da parte della Ditta Villani, dedicava la prima rassegna dedicata alla storia dell'atelier: Studio Villani/Il lavoro della fotografia. Al Museo del Patrimonio Industriale nel 2014-2015 è stata inaugurata una grande mostra per ricordare l'importanza del lavoro fotografico dei Villani dal titolo Lo Studio Villani di Bologna con immagini provenienti dagli Alinari. Il presidente della Fratelli Alinari, Claudio de Polo, nell'aprire la mostra ha commentato: Si tratta di un corpus stupendo, che va dal 1914 al 1987. Ho due auspici: che questa mostra possa viaggiare nel mondo e che dell’enorme lascito venga creato un database. Per salvare le lastre da una calamità e per farlo vivere per sempre.